# جوليس كييتا
جوليس كييتا (بالفرنسية: Jules Keita)‏ هو لاعب كرة قدم غيني، ولد في 20 يوليو 1998 في كوناكري في غينيا. لعب مع نادي باستيا.

## وصلات خارجية
- جوليس كييتا على موقع قاعدة بيانات كرة القدم.إي يو (الإنجليزية)
- جوليس كييتا على موقع ناشيونال فوتبول تيمز (الإنجليزية)
- جوليس كييتا على موقع Soccerway.com (الإنجليزية)